# سگ باسکرویل (فیلم ۱۹۷۸)
سگ باسکرویل (انگلیسی: The Hound of the Baskervilles) فیلمی به کارگردانی پال موریسی است که در سال ۱۹۷۸ منتشر شد.

## بازیگران
- پیتر کوک
- دادلی مور
- دانا گیلیسپی
- دنهلم الیوت
- هیو گریفیث
- جسی متیوز
- پرونلا اسکالز
- اسپیک میلیگان
- تری توماس